# Vitkronad taggstjärt
Vitkronad taggstjärt (Cranioleuca albiceps) är en fågel i familjen ugnfåglar inom ordningen tättingar.

## Utseende och läte
Vitkronad taggstjärt är en distinkt taggstjärt, med kastanjebrunt på rygg och stjärt, grå undersida och svart ögonbrynsstreck. Hjässan är gulbrun i centrala Bolivia och vit i västra Bolivia och södra Peru. Bland lätena hörs vassa tjippande ljud, antingen i ett fallande utbrott eller i en mer utdragen frenetisk serie.

## Utbredning och systematik
Vitkronad taggstjärt delas in i två underarter:
- Cranioleuca albiceps albiceps – förekommer i Anderna i södra Peru (södra Puno) och västra Bolivia (La Paz)
- Cranioleuca albiceps discolor – förekommer i Anderna i Bolivia (Cochabamba och Santa Cruz)

## Levnadssätt
Vitkronad taggstjärt hittas i höglänta bergsskogar, framför allt där det finns rikligt med bambu.

## Status och hot
Arten har ett stort utbredningsområde, men tros minska i antal, dock inte tillräckligt kraftigt för att den ska betraktas som hotad. Internationella naturvårdsunionen IUCN listar arten som livskraftig (LC).